# Rolinha-cinzenta
Rolinha-cinzenta (Columbina passerina) é uma rolinha americana tropical. É encontrada em Aruba, Bermuda, no sul dos EUA, México e Caribes, também é encontrado no Brasil.
A rolinha-cinzenta habita em matos e outros campos abertos. Ela constrói um ninho com galhinhos em uma árvore e põe só dois ovos. Seu voo é rápido e direto, com batidas regulares e um agito ocasional acentuado das asas que são característicos de pombos em geral.
Esta rolinha é uma das menores rolinhas do mundo, com um comprimento de 17 centímetros, envergadura de 7,5 centímetros e pesa apenas 31 gramas. Quando adultas, têm dorso cinzento-marrom, com mancha preta nas suas coberturas das asas. Elas têm uma aparência escamosa no peito e na cabeça. A cauda é marrom no meio, com bordas em preto e branco cantos. Na maioria das subespécies, há variedades alaranjadas ou avermelhadas.

O macho adulto tem uma cabeça, pescoço e peito rosados, a nuca é cinza-azulado. A fêmea e os filhotes são cinzentos.
Alimentam principalmente de sementes, também comem alguns insetos.

## Subespécies
São reconhecidas dezenove subespécies:
- Columbina passerina passerina (Linnaeus, 1758) – ocorre nos Estados Unidos da América, ao longo da costa atlântica, desde o estado da Carolina do Sul até o sudeste do estado do Texas na região costeira do Golfo do México;
- Columbina passerina pallescens (S. F. Baird, 1860) – ocorre dos Estados Unidos da América, na região do delta do Rio Colorado e Baja Califórnia, através do sul do estado do Arizona até o sul do estado do Texas; México, Belize e Guatemala;
- Columbina passerina socorroensis (Ridgway, 1887) – ocorre nas ilhas Socorro no arquipélago de Revillagigedo na costa oeste do México;
- Columbina passerina neglecta (Carriker, 1910) – ocorre de Honduras até a Costa Rica e Panamá;
- Columbina passerina bahamensis (Maynard, 1887) – ocorre em Bermuda e Bahamas;
- Columbina passerina exigua (Riley, 1905) – ocorre na ilha Mona entre Porto Rico e a ilha Hispaniola;
- Columbina passerina insularis (Ridgway, 1888) – ocorre em Cuba, na ilha de Pines, nas ilhas Cayman, na ilha Hispaniola (Haiti e República Dominicana) e nas ilhas adjacentes;
- Columbina passerina jamaicensis (Maynard, 1899) – ocorre na ilha da Jamaica;
- Columbina passerina umbrina (Buden, 1985) – ocorre na ilha de la Tortue na costa noroeste do Haiti;
- Columbina passerina navassae (Wetmore, 1930) – ocorre na ilha Navassa na costa sudoeste de ilha Hipaniola;
- Columbina passerina portoricensis (Lowe, 1908) – ocorre em Porto Rico, Culebras, Vieques e ilhas Virgens (exceto na ilha de Santa Cruz);
- Columbina passerina nigrirostris (Danforth, 1935) – ocorre na ilha de Santa Cruz e ao norte das pequenas Antilhas; Dominica).
- Columbina passerina trochila (Bonaparte, 1855) – ocorre na ilha de Martinica;
- Columbina passerina antillarum (Lowe, 1908) – ocorre nas pequenas Antilhas (da ilha de Santa Lúcia e Barbados até a ilha de Grenada).
- Columbina passerina albivitta (Bonaparte, 1855) – ocorre na região costeira do norte da Colômbia e Venezuela e em ilha da costa desde a ilha de Aruba até a ilha de Los Testigos, Margarita e Trinidad no Caribe;
- Columbina passerina parvula (Todd, 1913) – ocorre na região central de Colômbia na região do alto vale do Rio Magdalena.
- Columbina passerina nana (Todd, 1913) – ocorre no oeste da Colômbia, na região do vale do Rio Cauca e na região árida do alto vale do Rio Dagua;
- Columbina passerina quitensis (Todd, 1913) – ocorre na região central do Equador;
- Columbina passerina griseola (Spix, 1825) – ocorre do extremo sul da Venezuela, Guianas, e desde a região amazônica no Rio Negro e Rio Madeira até a região costeira do nordeste do Brasil, atingindo até o sul do estado da Bahia.

## Galeria

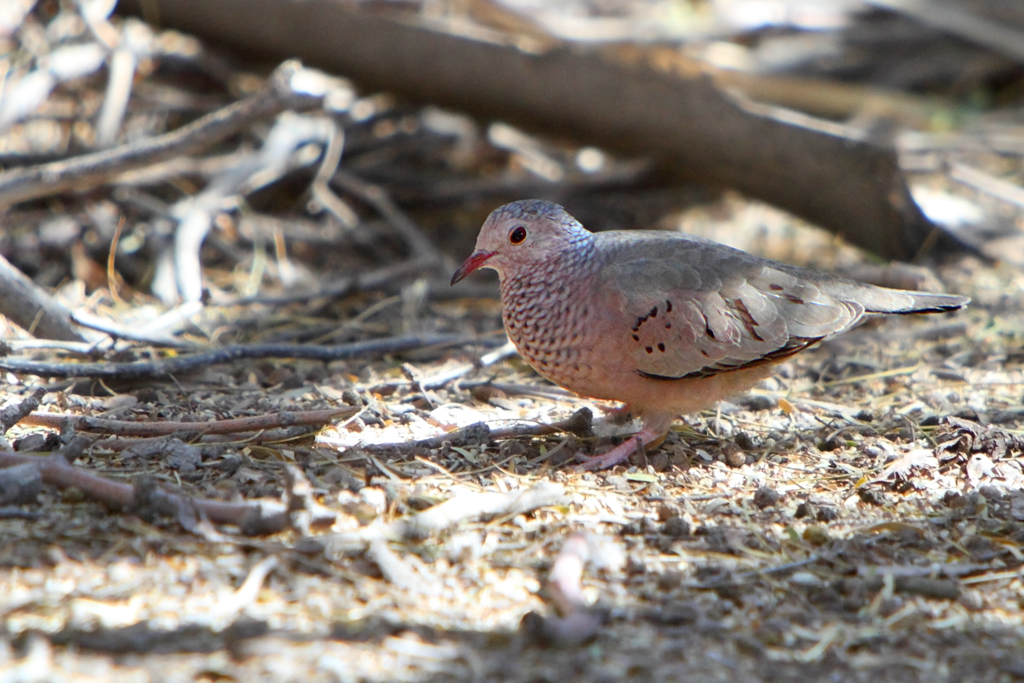
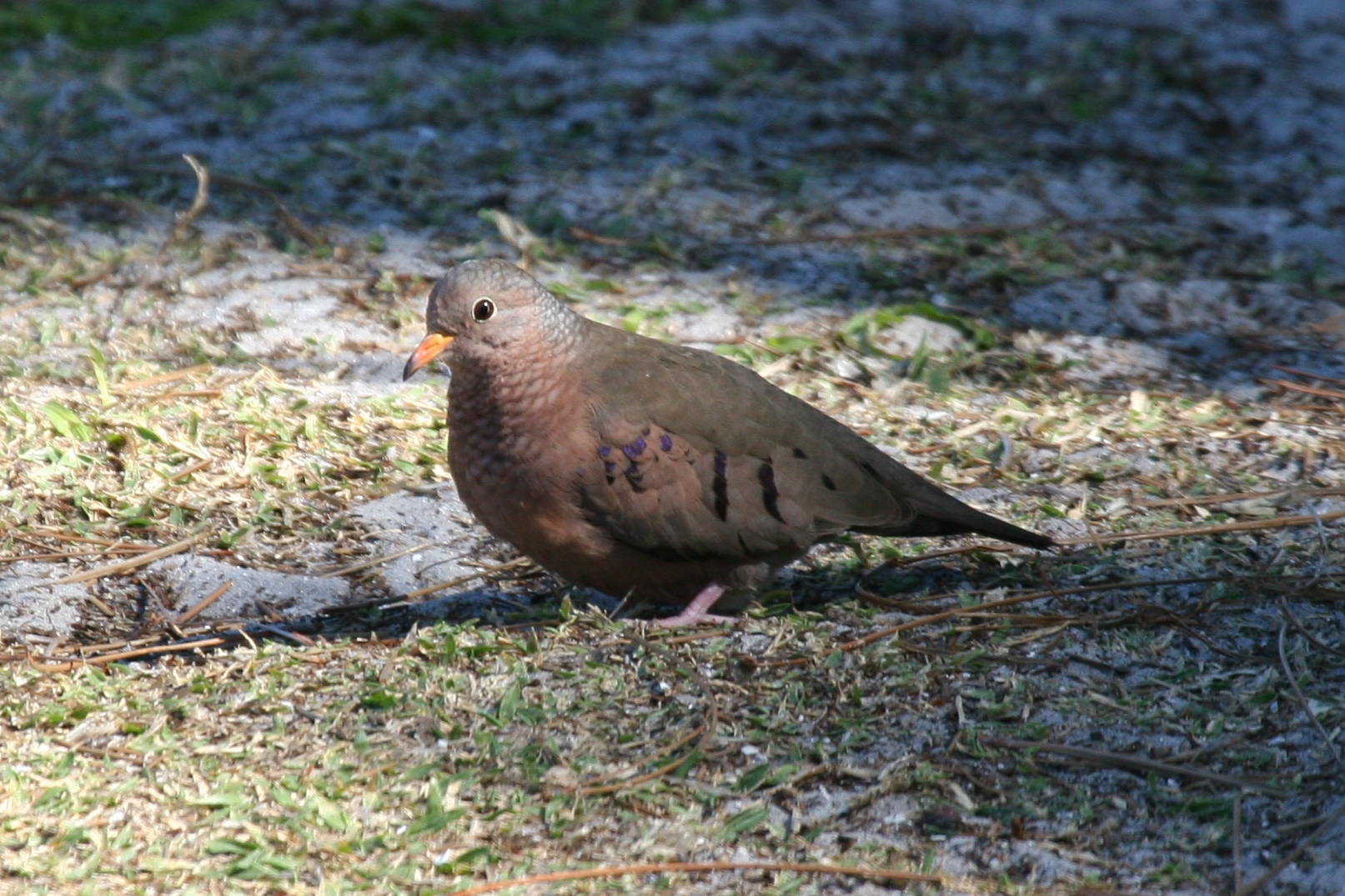
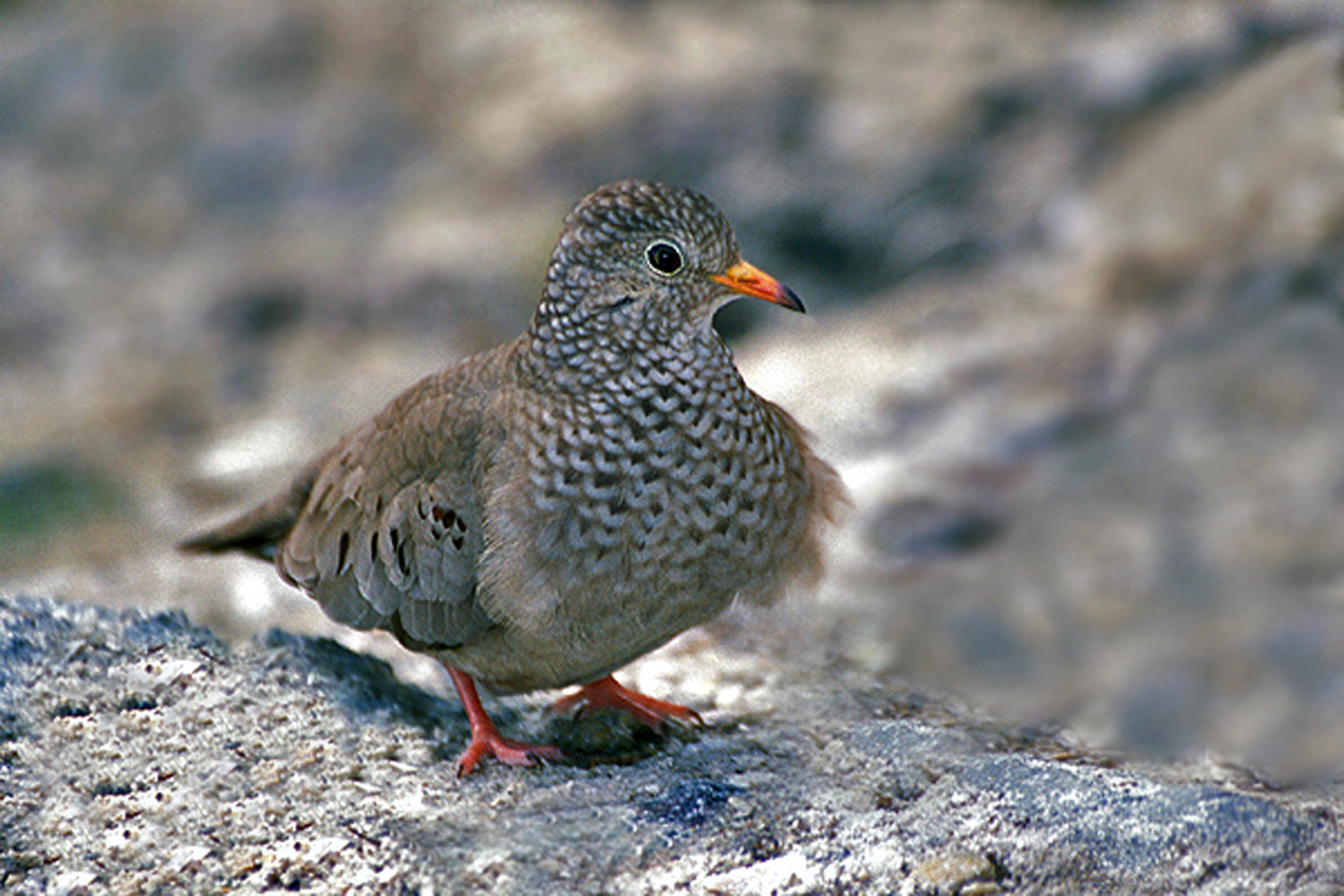